# 아우토반 21호선
아우토반 21호선(독일어: Bundesautobahn 21)은 킬에서 뤼네부르크까지 이어주는 총연장 50 km의 거리를 가진 독일의 연방 고속도로이다. 주요 경유지 및 접촉하고 있는 고속도로 등을 살펴 보면, 바르그테하이데에서 반켄도르프까지는 아우토반 1호선과 만나며, 중간에는 바트제게베르크와 킬을 서로 이어준다. 그리고 킬에서는 아우토반 39호선과 직접 만나게 되며, 바트제게베르크에서는 아우토반 20호선과도 만난다.